# Nirodia belphegor
Nirodia belphegor är en fjärilsart som beskrevs av John Obadiah Westwood 1851. Nirodia belphegor ingår i släktet Nirodia och familjen Riodinidae. IUCN kategoriserar arten globalt som starkt hotad. Inga underarter finns listade i Catalogue of Life.